# Хорнхаузен
Хорнхаузен (нем. Hornhausen) — община в Германии, в земле Саксония-Анхальт. 
Входит в состав района Бёрде. Подчиняется управлению Ошерслебен (Боде).  Население составляет 1711 человек (на 31 декабря 2006 года). Занимает площадь 18,80 км².